# Hydropsyche sinuata
Hydropsyche sinuata är en nattsländeart som beskrevs av Lazar Botosaneanu och Marinkovic-gospodnetic 1968. Hydropsyche sinuata ingår i släktet Hydropsyche och familjen ryssjenattsländor. Inga underarter finns listade i Catalogue of Life.